# Jenson Button
Jenson Alexander Lyons Button MBE (* 19. ledna 1980 Frome, Spojené království) je stále aktivní britský automobilový závodník, pilot Formule 1, mistr světa z roku 2009, jeho přezdívka je Jense. Svou první Grand Prix vyhrál 6. srpna 2006 v Maďarsku, po 113 závodech.

## Osobní život
Jedná se o syna bývalého Rallycrossového jezdce Johna Buttona (v Anglii známý jako takzvaný Colorado beetle Volkswagen se svou garáží Autoconti Tuning v Trowbridge, ve Wiltshire). Jeho nejlepším výsledkem byl titul vicemistra v šampionátech Embassy/RAC-MSA Britského rallycrossu a TEAC/LLydden rallycross v roce 1976. Jensonovi rodiče jsou rozvedení a Jenson má 3 starší sestry.
Button byl zasnoubený s Louise Griffiths, známou ze show Fame Academy. Jejich soužití skončilo v dubnu 2005, a jeho vztah s přítelkyní Davida Coultharda se stal krmivem pro bulvár. Roku 2014 se oženil s modelkou Jessicou Michibata.
Jako mnoho jezdců Formule 1, má Button trvalé bydliště v Monaku, ale také domy v Anglii a Bahrajnu. Jeho hobby jsou horská kola a surfování. Je také náruživým fanouškem fotbalového klubu Bristol City.

## Kariéra před Formulí 1

### Motokáry
Button začal s motokárami v osmi letech poté, co mu jeho otec koupil první motokáru, a začal famózně. Vyhrál totiž všech 34 závodů v šampionátu Britských motokár třídy kadet a samozřejmě získal titul.
Dále zaznamenal 3 triumfy v šampionátu Britských Open motokár. Roku 1997 se stal nejmladším jezdcem, který vyhrál šampionát Evropské Super A a též zvítězil v Memorial Cupu Ayrtona Senny. Tyto výsledky ho rovnou poslaly do závodních aut.

### Formule Ford
V osmnácti letech okusil Jenson šampionát Britské Formule Ford s týmem Haywood Racing. Díky devíti vítězstvím si zajistil titul. Button také triumfoval ve Formuli Ford Festival v Brands Hatch. Zvítězil tenkrát před nynějším vítězem 500 mil Indianapolis, Danem Wheldonem.
Na konci roku 1998 vyhrál výroční McLaren Autosport BRDC Young Driver Award. Jeho ocenění také obsahovalo test ve voze McLaren ve Formuli 1. Button si formulový vůz vyzkoušel v dalším roce.

### Formule 3
Button vstoupil do Formule 3 roku 1999, s týmem Promatecme. V první sezóně hned třikrát vyhrál: na okruzích Thruxton, Pembrey a Silverstone. Skončil tak sezónu jako nejlepší nováček.
Celkově byl v šampionátu třetí, za Marcem Hynesem a Lucianem Burtim. Jako pátý skončil v Marlboro Masters a v Grand Prix Macau dojel druhý (0,035 sekundy za vítězem Darrenem Manningem). Téhož roku se zúčastnil také závodu 24h Spa v posádce s jezdci David Saelens a Tomáš Enge.

## Formule 1

### 2000: Williams
Na konci roku 1999 si vybral svou vyhranou cenu, a to svést se ve Formuli 1. Bylo to na okruhu Silverstone, a kromě McLarenu se svezl i v Prostu. V tu dobu řešil Frank Williams problém, koho dosadit na místo Alessandra Zanardiho, který z týmu Williams odešel. Kandidáti pro rozstřel byli dva: Button a jezdec Formule 3000 Bruno Junqueira. A Jenson Button své místo ve voze Williams vyhrál.
Ve své premiérové sezóně ve Formuli 1 obsadil konečné osmé místo, svou rychlost a talent asi nejvíce prokázal ve Spa-Francorchamps, kde se kvalifikoval jako třetí a dojel čtvrtý. Nicméně se dopouštěl nováčkovských chyb, například když havaroval při safety caru v Monze. Celkově však prokázal velký potenciál, přesto byl ale poražen svým zkušenějším týmovým kolegou, Ralfem Schumacherem.

### 2001–2002: Renault (Benetton)

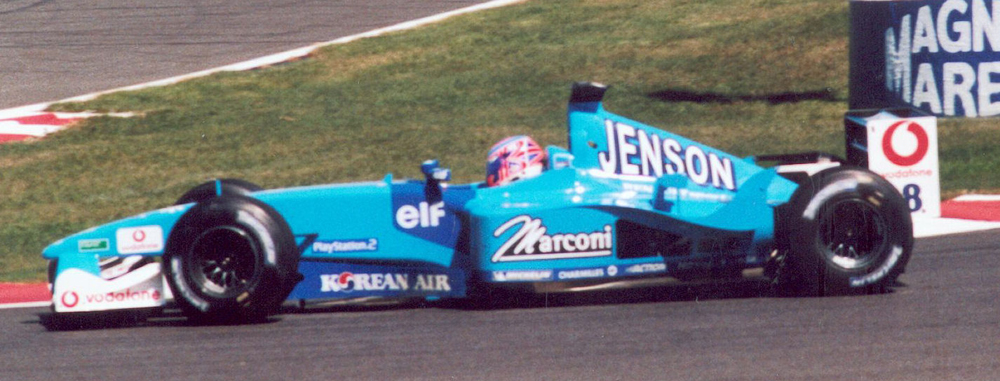
Button v týmu Benetton v sezóně 2001

#### 2001
V roce 2001 měl Button stále kontrakt s Williamsem, závodil ale za Benetton, který koupil Renault. V novém týmu ale zažil chmurnou sezónu; Benetton byl v této sezóně absolutně nekonkurenceschopný a závodil jen s týmy jako krachující Prost a stále pomalé Minardi. Nejlepší umístění pro Buttona bylo páté místo v Německé Grand Prix, celkově ale skončil až sedmnáctý, jelikož bodoval pouze v Německu.

#### 2002
Před ročníkem 2002 byl Benetton přejmenován na Renault. I když byl Button docela pravidelně porážen v kvalifikacích stájovým kolegou Jarnem Trullim, prokazoval Jenson dobré výsledky v závodech. Jen těsně mu v Malajsii unikly první stupně vítězů, když ho kvůli problémům s převodovkou předjel v posledním kole Michael Schumacher. V závodě tak dojel čtvrtý, stejně jako poté v Brazílii. V sezóně ještě posbíral body za pátá a šestá místa a celkově se v šampionátu umístil sedmý, Trulli pak osmý.
Pro sezónu 2003 však pro Buttona už v týmu Renault místo nezbylo, když Flavio Briatore místo Jensona angažoval testovacího pilota Fernanda Alonsa. Za to se Briatoremu dostalo kritiky, on však jen uvedl: „Čas ukáže, jestli jsem se spletl“. Bohužel pro Buttona se nespletl, Alonso v roce 2005 a 2006 získal titul mistra světa právě v Renaultu. Oproti tomu Button vyhrál svou první Grand Prix až v roce 2006.

### 2003–2005: BAR

#### 2003
Po odchodu z Renaultu se Button na začátku roku 2003 připojil k týmu BAR (British American Racing), společně s bývalým mistrem světa Jacquesem Villeneuvem. Ač možná někdo čekal opak, vedlo se lépe spíše Buttonovi a to jak v kvalifikacích, tak v závodech. Jensonovo nejlepší umístění bylo čtvrté místo z Rakouské Grand Prix. Sezóna to ale nebyla příliš snadná, jelikož Button v tréninku na Grand Prix Monaka havaroval a musel vynechat závod i testování na Monze. Na konci sezóny se tým trochu zlepšil a v Grand Prix USA Button poprvé vedl závod. Celkově skončil v šampionátu na devátém místě se ziskem 17 bodů.

#### 2004
V sezóně 2004 prokázali Button i BAR-Honda stoupající tendenci a BAR skončil celkově druhý v poháru konstruktérů. Button vybojoval první pódium, když skončil třetí v Malajsii a v průběhu sezóny vystoupal na stupně vítězů ještě několikrát.
První pole position pro Buttona i pro BAR přišlo v dubnu, v San Marinu. Jenson dojel v závodě druhý. Celkově skončil na konci sezóny třetí s 85 body, za suverénními jezdci Ferrari.
Přes skvělé výsledky v BARu měl Button podepsaný kontrakt s nepříliš výkonným Williamsem a Jenson dával najevo, že chce v BARu zůstat. Za Buttona se postavil i šéf týmu BAR, David Richards. Nakonec se Button ze smlouvy vykoupil a i přes protesty Franka Williamse a jednání v Miláně, podepsal Jenson smlouvu na rok 2005 s BAR.

#### 2005
Start do nové sezóny se však nevyvedl, tým byl v San Marinu dokonce diskvalifikován. Bylo to kvůli palivovému systému, který údajně obsahoval jakousi tajnou nádrž, která měla týmu pomoci k předepsané hmotnosti vozu. Tento podvod byl potrestán diskvalifikací v San Marinu a zákaz startu v dvou závodech, Španělsku a Monaku.
V Kanadě vybojoval Button druhé pole position, avšak start mu nevyšel a v 46. kole havaroval ze třetího místa. Jenson nezískal do poloviny sezóny ani bod, ale druhá půlka měla znamenat silný vzestup týmu BAR. Po čtvrtém místě ve Francii, vybojoval Button pole position na domácím Silverstonu. Pomalý start ale znamenal propad na konečné páté místo.

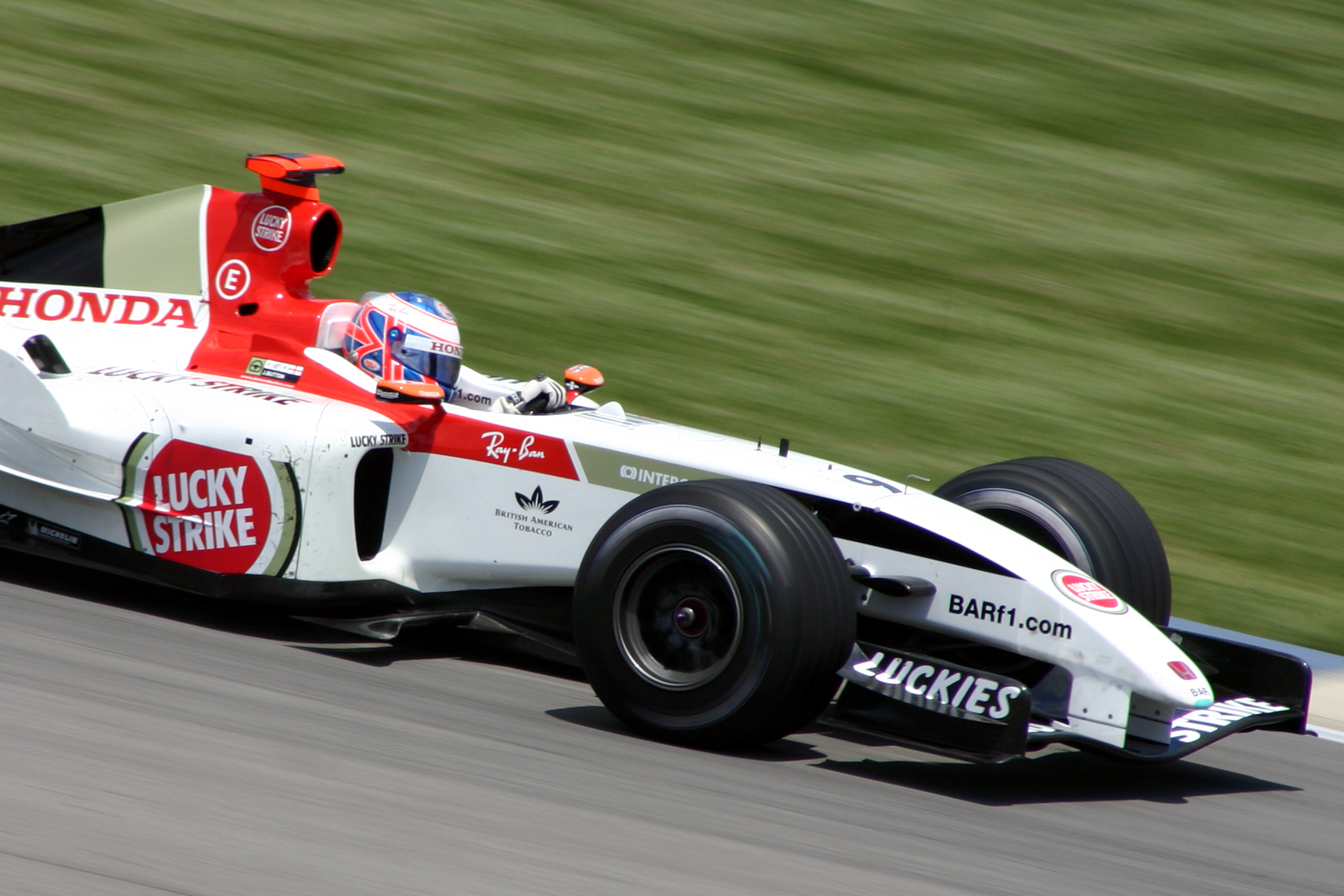
Button s vozem British American Racing při Grand Prix USA 2004 na okruhu Indianapolis

Na okruhu Hockenheim se Buttonovi vždy dařilo a rok 2005 nebyl výjimkou. Kvalifikoval se na druhém místě a v závodě dojel třetí, což bylo pro něj zatím nejlepší umístění v sezóně.
Ke konci sezóny se opět objevily problémy se smlouvou na další rok. Button měl za Williams v roce 2006 závodit, ale Button opět nechtěl, když BMW přerušilo spolupráci s Williamsem a vytvořilo si vlastní tým. Frank Williams byl neoblomný a trval na dodržení smlouvy i přes konec spolupráce s BMW.
21. září 2005 potvrdil BAR Buttona na další rok (byl vykoupen ze smlouvy s Williamsem za částku kolem 30 milionů dolarů), druhým jezdcem se stal Rubens Barrichello, který přišel z Ferrari.

### 2006–2008: Honda

#### 2006
Před startem sezóny 2006 byl BAR Honda plně převeden na vlastnictví Hondy a vznikl tak nový tým s názvem Honda Racing F1 Team.
Sezóna 2006 byla dobrá i špatná – Button zklamal v domácí velké ceně, kde chtěl uspět, ale zato vyhrál svůj první závod v Maďarsku.
V prvním závodě získal Jenson pět bodů za čtvrté místo a v Malajsii skončil na stupních vítězů. V Austrálii se mu ale vůbec nedařilo, získal sice pole position, ale jeho působení na třetím místě zhatil motor.
Úvodní část sezóny se celkově moc nevydařila pro Jensona. V Monaku se kvalifikoval čtrnáctý a skončil jedenáctý. V domácí velké ceně na okruhu Silverstone skončil v kvalifikaci až devatenáctý, v závodě pobyl osm kol, pak mu zradil motor a skončil.

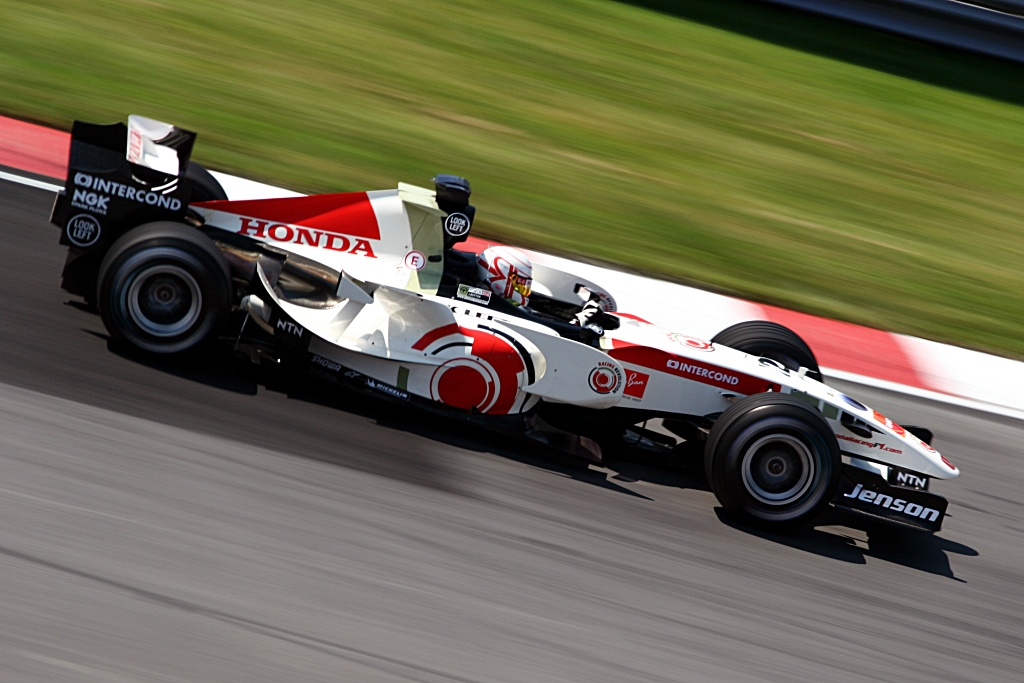
Button poražen týmovým kolegou Rubensem Barrichellem při Grand Prix Kanady 2006

Při Grand Prix Kanady porazil Button v kvalifikaci stájového kolegu Barrichella, naposledy se mu to povedlo v Imole. V závodě bojoval o osmé místo s Davidem Coulthardem, ten ale Buttona předjel a odsunul ho z bodované příčky. Další výpadek přišel v USA, kdy byl Jenson jedním z účastníků kolize v prvním kole.
Ve Francii zase Jensona zradil motor. To byl naštěstí poslední výpadek v sezóně a v Německu byl Button těsně pod stupni vítězů, čtvrtý.
Nejlepší závod kariéry přišel v chaotické Grand Prix Maďarska – byla to 113. Grand Prix pro Buttona. Po výměně motoru byl Jenson odsunut v kvalifikaci o 10 míst dozadu, startoval tak čtrnáctý. V závodě však začalo pršet. V prvních kolech předjel Button několik jezdců, včetně sedminásobného mistra světa, Michaela Schumachera, a po deseti kolech byl čtvrtý. A také díky odstoupení vedoucího Kimiho Räikkönena (havárie) a Fernanda Alonsa (porucha hnací hřídele) se posunul až do vedení o 40 sekund před Pedrem de la Rosou a Nickem Heidfeldem. Alonso byl při odstoupení sice za Buttonem, ten ale musel ještě jednou do boxů. Každopádně Jenson vyhrál a překonal Nigela Mansella, který v roce 1989 vyhrál na Hungaroringu z dvanácté pozice, Button to dokázal ze čtrnácté. Jenson Button byl od března 2003 prvním britským jezdcem který vyhrál (naposledy to byl David Coulthard), a od Grand Prix Evropy 1999 prvním anglickým jezdcem který zvítězil (naposledy Johnny Herbert). Poslední zajímavostí je, že před 13 lety na této trati vybojoval první vítězství další britský jezdec, Damon Hill.
Grand Prix Turecka byla plná očekávání co Button předvede, ten skončil čtvrtý. Další tři závody, v Itálii, Číně a Japonsku, znamenaly pěkná dvě čtvrtá a jedno páté místo. Poslední závod sezóny završil Jenson třetím místem. V posledních šesti závodech získal Button nejvíce bodů ze všech jezdců (35) a celkově skončil šestý, s 56 body.

#### 2007

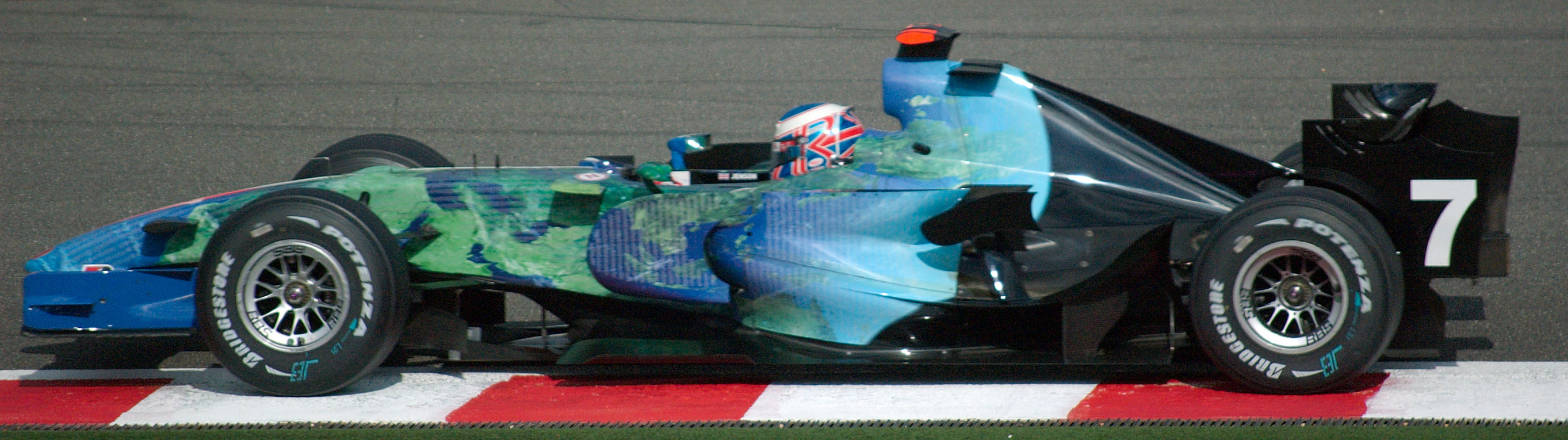
Jenson Button při Grand Prix Belgie 2007

Pro rok 2007 zůstali Hondě oba dva jezdci z minulého roku, Button a Barrichello.
Na konci roku 2006 si Button při motokárách přivodil dvě vlasové zlomeniny žeber. Toto zranění znamenalo, že se nemohl účastnit zimních testů, předcházející sezóně 2007.
Bývalý mistr světa Damon Hill reagoval na Buttonovo přání získat titul s Hondou: „Jestli to myslí vážně… musí nejprve dokázat, že patří mezi uchazeče o titul.“ Alan Henry napsal pro deník The Guardian: „Button vyhraje několik dalších závodů, ale není aspirant na titul mistra světa“.
V prvním závodě v Austrálii se Button kvalifikoval jako čtrnáctý, po problémech s řízením. Závod nebyl o moc lepší, Button dostal trest za překročení rychlosti v boxech a dojel patnáctý. Další dva závody v Malajsii a Bahrajnu opět byly podprůměrné, v Malajsii byl dvanáctý za týmovým kolegou Barrichellem a v Bahrajnu neodjel ni kolo po kolizi s Davidem Coulthardem z týmu Red Bull. Jediný bod získal Button ve Francii za osmé místo.
V průběhu Grand Prix Velké Británie byl Button potvrzen jako jezdec Hondy i na rok 2008. V Číně Jenson dokončil závod na 5. místě a získal 4 body. V celkové klasifikaci šampionátu skončil na 15. místě.
Buttonova pozice nejlepšího britského, formulového jezdce současnosti byla ukořistěna Lewisem Hamiltonem, bývalý šampión Nigel Mansell prohlásil: „Jenson by mohl vyhrát více závodů, ale je podceňován, což mu škodí. Měl šanci něco dokázat, ale nechopil se jí – a žádná další už být nemusí.“ Šéf Hondy Nick Fry řekl na obranu Jesnona: „Myslím že to co řekl Nigel o Jensonově reputaci patří tak pět let zpátky. Lidé zapomínají, že Jenson debutoval v 20 letech, teď je mu 27. Pracuji s ním 5 let, a to co Jenson dělá, jak změnil kvůli formuli svůj život, by zasloužilo více pozornosti.

#### 2008
Button zůstal s hondou i v sezóně 2008, stejně tak jeho týmový kolega Rubens Barrichello. Vůz Honda RA108 se ale projevil jako nekonkurenceschopný a Button získal pouhé 3 body za 6. místo z Grand Prix Španělska 2008. Šance bodovat byla i při Grand Prix Velké Británie 2008, kde Barrichello vybojoval pódium, nicméně Jenson závod nedokončil. 5. prosince 2008 Honda oznámila, že z Formule 1 odchází. Příčinou byla globální finanční krize. Šance na závodní sedačku ta závisela na odprodeji týmu.

### 2009: Brawn GP

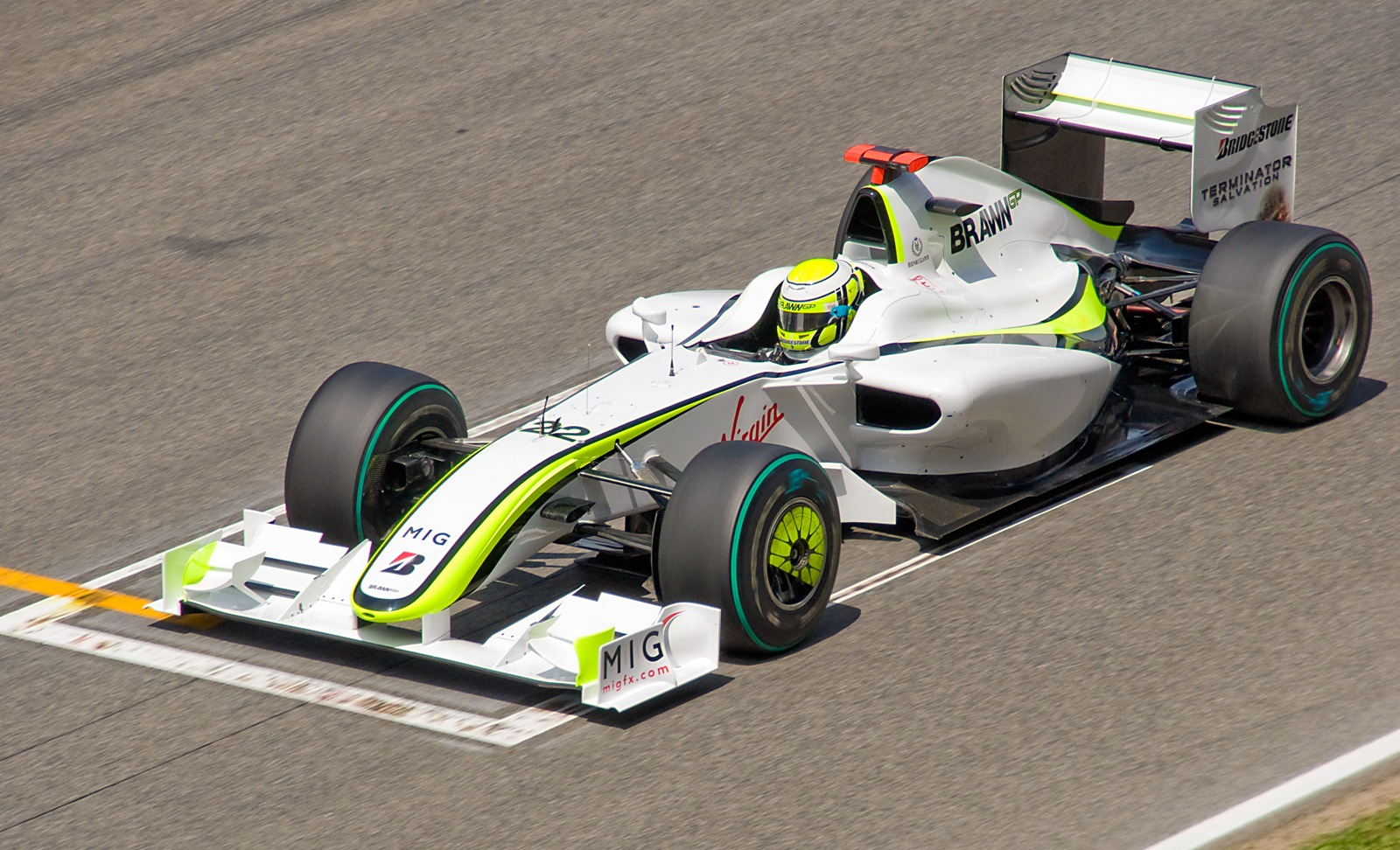
Button při Grand Prix Španělska 2009.

5. března 2009 bylo oznámeno, že bývalý tým Honda se přejmenuje na Brawn GP. Stáj totiž koupil Ross Brawn, předchozí šéf týmu Honda. Button s Barrichellem pak byli potvrzeni jako závodní jezdci.
Nástup Buttona a celého týmu Brawn GP nikdo nečekal. Hned v prvním závodě si nově vzniklý tým zajel pro double, když Button vyhrál a Barrichello skončil druhý. Brawn GP se tak stal prvním týmem od roku 1954, který tohoto úspěchu dosáhl. Druhou Grand Prix opanoval taktéž Button. V Číně došlo k první porážce Buttona, vše si vynahradil ale v dalších 4 závodech, ve kterých nenašel přemožitele. To už však bylo ohledně vítězství pro Buttona v sezóně vše, a v jejím zbytku těžil zejména z náskoku, který si v první půlce sezóny vybudoval. První výpadek přišel až v Belgii a byl to jediný závod sezóny, ve kterém Button nebodoval. Pódium si vychutnal ještě v Itálii a v posledním závodě v Abú Dhabi. To už ale bylo rozhodnuto, že Jenson Button získá svůj první titul v kariéře, celkem získal 95 bodů.
Button potřeboval na zisk titulu 169 startů, což ho zařadí na druhé místo v tomto ohledu. Více startů potřeboval už jen Nigel Mansell (176).
Jenson napsal o sezóně 2009 knihu, v originále „My Championship Year“, která byla vydána nakladatelstvím Weidenfeld a Nicolson 19. listopadu 2009.
Na Nový rok 2010 byl Jenson Button oceněn státním vyznamenáním Velké Británie za služby motorsportu.

### 2010–2017: McLaren

#### 2010
Po prodeji týmu Brawn GP automobilce Mercedes, oznámil Button 18. listopadu svůj odchod do týmu McLaren. Zde podepsal tříletý kontrakt údajně za 6 miliónu liber ročně. Společně bude působit v týmu s mistrem světa z roku 2008, Lewisem Hamiltonem. Button řekl televizi BBC, že přestoupil kvůli tomu, že hledal novou výzvu. Brawn mu prý nabízel více peněz než McLaren, Jenson však chtěl novou motivaci a výzvu k soupeření s Lewisem Hamiltonem. Buttonovy výsledky byly uspokojující, ale nedokázal navázat na úspěšnou sezónu 2009. V této sezóně obsadil 5. místo s 214 body.

#### 2011
Tato sezóna probíhala ve znamení souboje o titul mezi Buttonem a Sebastianem Vettelem. Button se několikrát umístil na stupních vítězů. Nakonec skončil na 2. místě s 270 body.

#### 2012
Do úvodní Grand Prix Austrálie odstartoval ze druhého místa a po posunu do čela závodu po vyjetí safety caru si dojel i díky nejrychlejšímu kolu pro první vítězství v sezóně a celkově třetí v australském Melbourne. I do druhé velké ceny v roce odstartoval ze druhé příčky, ovšem po restartu závodu si poškodil přední křídlo o vůz Naraina Karthikeyana a obsadil až 14. pozici. Po šestém místě v kvalifikaci na Grand Prix Číny skončil po zdržení při zastávce v boxech druhý. Do GP Bahrajnu odstartoval ze 4. příčky, tři kola před cílem musel kvůli prázdné pneumatice absolvovat zastávku v boxech, čímž se ze sedmého místa propadl a kolo před cílem kvůli poruše diferenciálu zajel rovnou do boxu svého týmu. Z desátého místa v kvalifikaci Grand Prix Španělska získal dva body za deváté místo. GP Monaka po startu ze 13. příčky nedokončil, když v 71. kole udělal v šikaně u bazénu hodiny. Skončil na 5. místě se 188 body.

#### 2013
V březnu 2013 oznámil, že má v úmyslu zůstat u McLarenu. Jeho novým týmovým kolegou se stal Sergio Pérez. Button kritizoval Pérezův styl závodění. Do Grand Prix Austrálie se kvalifikoval na desátém místě a závod dokončil na devátém místě. Po závodě přiznal, že nechápe, jak špatně se auto v závodě chovalo. V Malajsii startoval sedmý, ale těsně před koncem závodu odstoupil. Buttonovým nejlepším výsledkem bylo čtvrté místo při posledním závodě Grand Prix Brazílie. Skončil na 9. místě se 73 body.

#### 2014
Po náročné sezóně 2013 bylo oznámeno, že novým Buttonovým týmovým kolegou se stane Kevin Magnussen. V sezóně 2014 se změnila pravidla, kdy si jezdci mohli vybrat číslo auta. Button si vybral číslo 22, což bylo číslo vozu, s nímž závodil v sezóně 2009, kdy se stal mistrem světa. Při prvním závodě – Grand Prix Austrálie – skončil Button na 4. místě. Nicméně, vzhledem k tomu, že druhý Daniel Ricciardo byl následně diskvalifikován poté, co bylo zjištěno, že jeho auto překročilo maximální povolený průtok paliva, byl Button povýšen na 3. místo. Nakonec Button skončil v sezóně 2014 na 8. místě se 126 body.

#### 2015
V sezóně 2015 se stal Buttonovým týmovým kolegou Fernando Alonso. McLaren podepsal smlouvu s novým dodavatelem motorů Honda. Nový dodavatel Honda se ukázal jako nespolehlivý a problematický. Jezdci se často kvalifikovali na zadních příčkách a závod dokončovali v druhé části startovního pole a nebo vůbec. Při této sezóně Button získal pouhých 16 bodů a umístil se na 16. místě.

#### 2016
V této sezóně motory Honda ukázaly větší tempo, ale spolehlivost byla stále problémem. Nejlepší Buttonovým umístěním bylo 6. místo při Grand Prix Rakouska. Po této sezóně Button ukončil kariéru ve Formuli 1.

#### 2017
V této sezóně Button nahradil Fernanda Alonsa při Grand Prix Monaka poté, co se Alonso rozhodl soutěžit v Indianapolis 500, který se konal ve stejný den. Button se kvalifikoval na deváté pozici, ale dostal penalizaci 15 míst na startu kvůli výměně součástek. Závod po kolizi s Pascalem Wehrleinem nedokončil.

## Výsledky

### 24h Spa
| Rok  | Tým                     | Jezdci                   | Vůz                          | Třída | Kola | Umístění | Třída Pos. |
| ---- | ----------------------- | ------------------------ | ---------------------------- | ----- | ---- | -------- | ---------- |
| 1999 | BMW FINA Team Rafanelli | David Saelens Tomáš Enge | BMW 320i E46 BMW / Rafanelli | SP    | 22   | DNF      | DNF        |

## Kompletní výsledky ve Formuli 1
| Legenda k tabulce | Legenda k tabulce                                                                       |
| Barva             | Výsledek                                                                                |
| ----------------- | --------------------------------------------------------------------------------------- |
| Zlatá             | Vítěz                                                                                   |
| Stříbrná          | 2. místo                                                                                |
| Bronzová          | 3. místo                                                                                |
| Zelená            | Bodované umístění                                                                       |
| Modrá             | Nebodované umístění                                                                     |
| Modrá             | Dokončil neklasifikován (NC)                                                            |
| Fialová           | Odstoupil (Ret)                                                                         |
| Červená           | Nekvalifikoval se (DNQ)                                                                 |
| Červená           | Nepředkvalifikoval se (DNPQ)                                                            |
| Černá             | Diskvalifikován (DSQ)                                                                   |
| Bílá              | Nestartoval (DNS)                                                                       |
| Bílá              | Závod zrušen (C)                                                                        |
| Světle modrá      | Pouze trénoval (PO)                                                                     |
| Světle modrá      | Páteční testovací jezdec (TD)                                                           |
| Bez barvy         | Netrénoval (DNP)                                                                        |
| Bez barvy         | Vyřazen (EX)                                                                            |
| Bez barvy         | Nepřijel (DNA)                                                                          |
| Bez barvy         | Odvolal účast (WD)                                                                      |
| Bez barvy         | Nezúčastnil se (prázdné)                                                                |
| Označení          | Význam                                                                                  |
| Tučnost           | Pole position                                                                           |
| Kurzíva           | Nejrychlejší kolo                                                                       |
| †                 | Jezdec nedojel do cíle, ale byl klasifikován, protože odjel více než 90 % délky závodu. |
| ‡                 | Byl udělován poloviční počet bodů, protože bylo odjeto méně než 75 % délky závodu.      |
| Horní index       | Umístění bodujících jezdců ve sprintu                                                   |

| Rok  | Tým                               | Šasi           | Motor                        | 1       | 2       | 3       | 4       | 5       | 6       | 7       | 8        | 9       | 10      | 11      | 12      | 13      | 14      | 15      | 16      | 17      | 18      | 19     | 20     | 21      | Body | Umístění  |
| ---- | --------------------------------- | -------------- | ---------------------------- | ------- | ------- | ------- | ------- | ------- | ------- | ------- | -------- | ------- | ------- | ------- | ------- | ------- | ------- | ------- | ------- | ------- | ------- | ------ | ------ | ------- | ---- | --------- |
| 2000 | BMW WilliamsF1 Team               | Williams FW22  | BMW E41 3.0 V10              | AUS Ret | BRA 6   | SMR Ret | GBR 5   | ESP 17† | EUR 10† | MON Ret | CAN 11   | FRA 8   | AUT 5   | GER 4   | HUN 9   | BEL 5   | ITA Ret | USA Ret | JPN 5   | MAL Ret |         |        |        |         | 12   | 8. místo  |
| 2001 | Mild Seven Benetton Renault       | Benetton B201  | Renault RS21 3.0 V10         | AUS 14† | MAL 11  | BRA 10  | SMR 12  | ESP 15  | AUT Ret | MON 7   | CAN Ret  | EUR 13  | FRA 16† | GBR 15  | GER 5   | HUN Ret | BEL Ret | ITA Ret | USA 9   | JPN 7   |         |        |        |         | 2    | 17. místo |
| 2002 | Mild Seven Renault F1 Team        | Renault R202   | Renault RS22 3.0 V10         | AUS Ret | MAL 4   | BRA 4   | SMR 5   | ESP 12† | AUT 7   | MON Ret | CAN 15†  | EUR 5   | GBR 12† | FRA 6   | GER Ret | HUN Ret | BEL Ret | ITA 5   | USA 8   | JPN 6   |         |        |        |         | 14   | 7. místo  |
| 2003 | Lucky Strike B.A.R Honda          | BAR 005        | Honda RA003E 3.0 V10         | AUS 10  | MAL 7   | BRA Ret | SMR 8   | ESP 9   | AUT 4   | MON DNS | CAN Ret  | EUR 7   | FRA Ret | GBR 8   | GER 8   | HUN 10  | ITA Ret | USA Ret | JPN 4   |         |         |        |        |         | 17   | 9. místo  |
| 2004 | Lucky Strike B.A.R Honda          | BAR 006        | Honda RA004E 3.0 V10         | AUS 6   | MAL 3   | BHR 3   | SMR 2   | ESP 8   | MON 2   | EUR 3   | CAN 3    | USA Ret | FRA 5   | GBR 4   | GER 2   | HUN 5   | BEL Ret | ITA 3   | CHN 2   | JPN 3   | BRA Ret |        |        |         | 85   | 3. místo  |
| 2005 | Lucky Strike B.A.R Honda          | BAR 007        | Honda RA005E 3.0 V10         | AUS 11† | MAL Ret | BHR Ret | SMR DSQ | ESP     | MON     | EUR 10  | CAN' Ret | USA DNS | FRA 4   | GBR 5   | GER 3   | HUN 5   | TUR 5   | ITA 8   | BEL 3   | BRA 7   | JPN 5   | CHN 8  |        |         | 37   | 9. místo  |
| 2006 | Lucky Strike Honda Racing F1 Team | Honda RA106    | Honda RA806E 2.4 V8          | BHR 4   | MAL 3   | AUS 10† | SMR 7   | EUR Ret | ESP 6   | MON 11  | GBR Ret  | CAN 9   | USA Ret | FRA Ret | GER 4   | HUN 1   | TUR 4   | ITA 5   | CHN 4   | JPN 4   | BRA 3   |        |        |         | 56   | 6. místo  |
| 2007 | Honda Racing F1 Team              | Honda RA107    | Honda RA807E 2.4 V8          | AUS 15  | MAL 12  | BHR Ret | ESP 12  | MON 11  | CAN Ret | USA 12  | FRA 8    | GBR 10  | EUR Ret | HUN Ret | TUR 13  | ITA 8   | BEL Ret | JPN 11† | CHN 5   | BRA Ret |         |        |        |         | 6    | 15. místo |
| 2008 | Honda Racing F1 Team              | Honda RA108    | Honda RA808E 2.4 V8          | AUS Ret | MAL 10  | BHR Ret | ESP 6   | TUR 11  | MON 11  | CAN 11  | FRA Ret  | GBR Ret | GER 17  | HUN 12  | EUR 13  | BEL 15  | ITA 15  | SIN 9   | JPN 14  | CHN 16  | BRA 13  |        |        |         | 3    | 18. místo |
| 2009 | Brawn GP F1 Team                  | Brawn BGP 001  | Mercedes-Benz FO 108W 2,4 V8 | AUS 1   | MAL 1‡  | CHN 3   | BHR 1   | ESP 1   | MON 1   | TUR 1   | GBR 6    | GER 5   | HUN 7   | EUR 7   | BEL Ret | ITA 2   | SIN 5   | JPN 8   | BRA 5   | ABU 3   |         |        |        |         | 95   | 1. místo  |
| 2010 | Vodafone McLaren Mercedes         | McLaren MP4-25 | Mercedes-Benz FO 108X 2,4 V8 | BHR 7   | AUS 1   | MAL 8   | CHN 1   | ESP 5   | MON Ret | TUR 2   | CAN 2    | EUR 3   | GBR 4   | GER 5   | HUN 8   | BEL Ret | ITA 2   | SIN 4   | JPN 4   | KOR 12  | BRA 5   | ABU 3  |        |         | 214  | 5. místo  |
| 2011 | Vodafone McLaren Mercedes         | McLaren MP4-26 | Mercedes-Benz FO 108Y 2,4 V8 | AUS 6   | MAL 2   | CHN 4   | TUR 6   | ESP 3   | MON 3   | CAN 1   | EUR 6    | GBR Ret | GER Ret | HUN 1   | BEL 3   | ITA 2   | SIN 2   | JPN 1   | KOR 4   | IND 2   | ABU 3   | BRA 3  |        |         | 270  | 2. místo  |
| 2012 | Vodafone McLaren Mercedes         | McLaren MP4-27 | Mercedes-Benz FO 108Z 2,4 V8 | AUS 1   | MAL 14  | CHN 2   | BHR 18† | ESP 9   | MON 16† | CAN 16  | EUR 8    | GBR 10  | GER 2   | HUN 6   | BEL 1   | ITA Ret | SIN 2   | JPN 4   | KOR Ret | IND 5   | ABU 4   | USA 5  | BRA 1  |         | 188  | 5. místo  |
| 2013 | Vodafone McLaren Mercedes         | McLaren MP4-28 | Mercedes-Benz FO 108Z 2,4 V8 | AUS 9   | MAL 17† | CHN 5   | BHR 10  | ESP 8   | MON 6   | CAN 12  | GBR 13   | GER 6   | HUN 7   | BEL 6   | ITA 10  | SIN 7   | KOR 8   | JPN 9   | IND 14  | ABU 12  | USA 10  | BRA 4  |        |         | 60   | 9. místo  |
| 2014 | McLaren Mercedes                  | McLaren MP4-29 | Mercedes-Benz PU106A 1,6 V6  | AUS 3   | MAL 6   | BHR 17† | CHN Ret | ESP Ret | MON 6   | CAN 4   | AT Ret   | GBR 4   | GER 8   | HUN 10  | BEL 6   | ITA 8   | SIN Ret | JPN 5   | RU 4    | USA Ret | BRA 4   | ABU 5  |        |         | 126  | 8. místo  |
| 2015 | McLaren Honda                     | McLaren MP4-30 | Honda RA615H                 | AUS 11  | MAL Ret | CHN 14  | BHR DNS | ESP 16  | MON 8   | CAN Ret | AT Ret   | GBR Ret | HUN 9   | BEL 14  | ITA 14  | SIN Ret | JPN 16  | RU 9    | USA 6   | MEX 14  | BRA 14  | ABU 12 |        |         | 16   | 16. místo |
| 2016 | McLaren Honda                     | McLaren MP4-31 | Honda RA616H                 | AUS 14  | BHR Ret | CHN 13  | RU 10   | ESP 9   | MON 9   | CAN Ret | EUR 11   | AT 6    | GBR 12  | HUN Ret | GER 8   | BEL Ret | ITA 12  | SIN Ret | MAL 9   | JPN 18  | USA 9   | MEX 12 | BRA 16 | ABU Ret | 21   | 15. místo |
| 2017 | McLaren Honda                     | McLaren MCL32  | Honda RA617H                 | AUS     | CHN     | BHR     | RU      | ESP     | MON Ret | CAN     | AZE      | AT      | GBR     | HUN     | BEL     | ITA     | SIN     | MAL     | JPN     | USA     | MEX     | BRA    | ABU    |         | –    | –         |

### Výsledky v ostatních formulových kategoriích
| Sezóna | Série                    | Tým            | Vůz                  | Závody | Vítězství | Pole Position | Podium | Body | Konečné umístění |
| 1998   | Formule Ford V. Británie | Haywood Racing | Mygale SJ98-Ford     |        |           |               |        | 133  | 1. místo         |
|        | Formule Ford Evropa      |                |                      |        |           |               |        |      | 2. místo         |
| 1999   | Formule 3 V. Británie    | Promatecme UK  | Dallara F399-Renault | 16     | 3         | 2             | 7      | 168  | 3. místo         |